# Winfried Glatzeder
Winfried Glatzeder (Zoppot, 26 aprile 1945) è un attore tedesco.

## Filmografia

### Televisione
- Spreepiraten - serie TV, 26 episodi (1989-1991)
- Dark – serie TV, 5 episodi (2019-2020)
- L' ispettore Derrick - serie TV (ruolo di Kubanke, episodio "Un volto dietro la vetrina", "Gesicht hinter der Scheibe", n°238, 1994)

## Doppiatori italiani
- Massimo Lodolo in Dark